# Động vật phát nổ

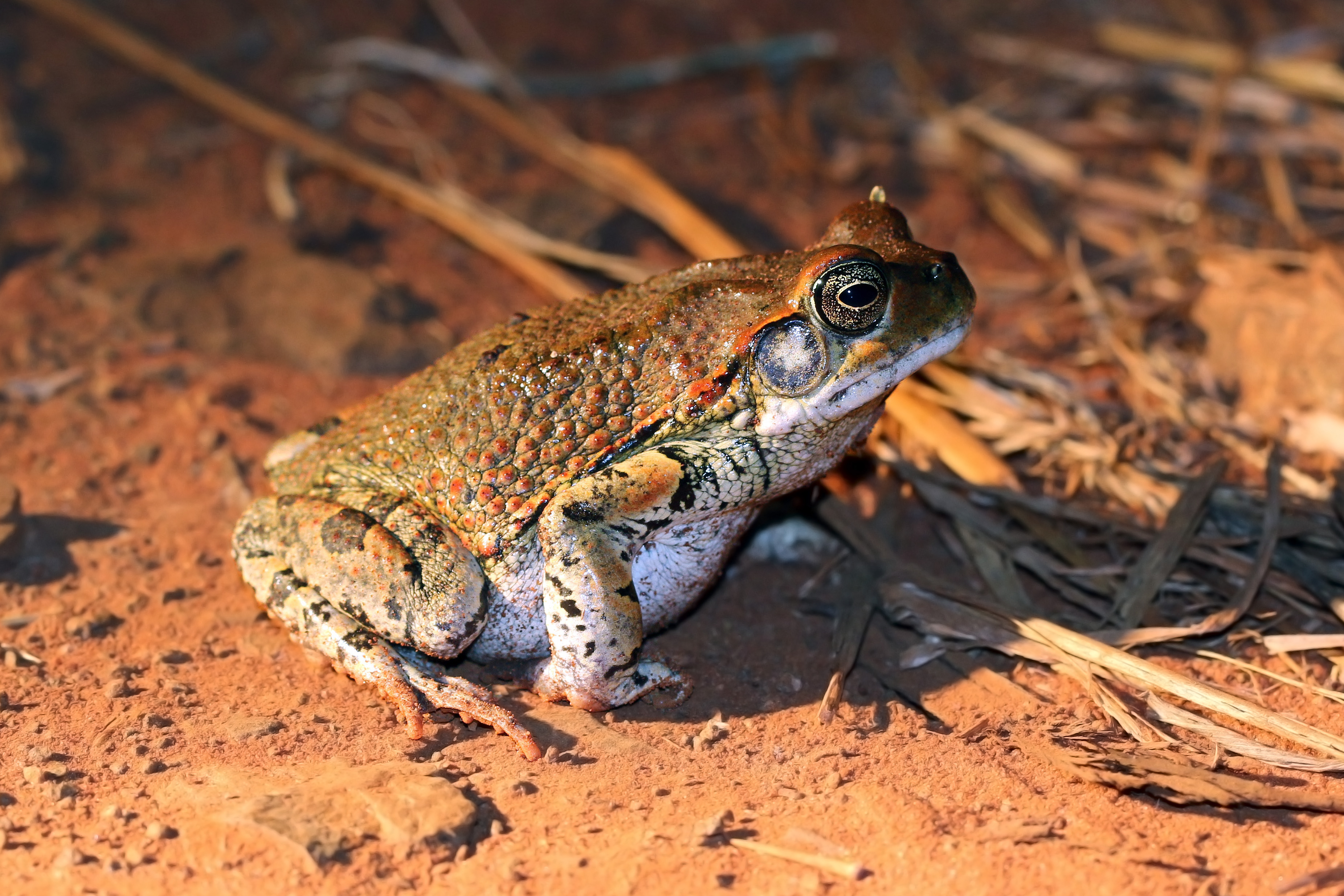
Loài cóc được ghi nhận là có cơ chế tự phát nổ

Động vật phát nổ (Exploding animal) là hiện tượng các loài động vật tự nổ tung, đây là một sự kiện không phổ biến phát sinh thông qua nguyên nhân tự nhiên hoặc hoạt động của con người. Trong số các ví dụ được biết đến nhiều nhất là vụ nổ của xác cá voi sau khi chết là kết quả của sự phân hủy tự nhiên hoặc cố tình xử lý xác chết.  Các trường hợp khác của động vật nổ tung là những chiến lươc phòng thủ trong tự nhiên hoặc kết quả của sự can thiệp của con người.

## Các ghi nhận
- Kiến cảm tử (Camponotus saundersi) là một loài côn trùng ở Đông nam Á, kiến cảm tử là thường sinh sống nhiều tại Malaysia, chúng có một kỹ năng gọi là Autothysis (tiếng Hy Lạp là tự hy sinh), khi đàn kiến bị uy hiếp, kiếm cảm tử sẽ tự làm nổ thân mình để phun chất độc vào kẻ thù. Để bảo vệ tổ, đàn, loài kiến này sẵn sàng tự tử, tự nổ tung thân mình để phun độc và khiến kẻ thù khiếp vía.
- Cóc cũng được ghi nhận là tự phát nổ với sự kiện khoảng 1000 con cóc bất ngờ phát nổ, nội tạng văng một mét tại hồ Tử thần ở quận Altona, Hamburg, Đức vào năm 2005. Không ai biết nguyên nhân tại sao con cóc phát nổ nhưng nhiều lý do được đưa ra do cóc bị nhiễm bệnh, nhiễm nấm và có giả thuyết cho rằng, có thể cóc phát nổ vì quạ. Cơ chế phòng vệ tự nhiên của cóc cho phép chúng phồng cơ thể gấp 2 lần kích thước bình thường khi gặp kẻ thù. Có thể những con quạ đã tấn công bụng cóc để moi gan. Cuộc tấn công kích hoạt cơ chế phòng vệ của cóc, việc phần bụng bị thủng sẽ khiến cho cóc phát nổ. Có giả thiết đưa ra là những con cóc này bị tấn công nên đã phát nổ tự sát tuy nhiên giả thiết này không thuyết phục được nhiều người vì trên thân thể của những con cóc này không có dấu vết bị mổ, cấu, xé.
- Trường hợp một con ngựa vằn đã chết phát nổ dọa báo hoa mai chạy trốn vì khi vừa cắn ngập răng vào bụng con ngựa vằn thì nó bị xác ngựa vằn phát nổ bắn tóe máu và chất lỏng hỗn hợp khác vào mặt.
- Ở cá voi, sau khi chết, xác cá voi bắt đầu phân hủy, vi khuẩn bên trong cơ thể một con cá voi có thể sản sinh ra rất rất nhiều chất khí, trong đó chủ yếu là metan. Những chất khí này tích tụ bên trong cơ thể cá voi, gây áp lực lên phần thịt. Và chỗ khí đó biến cá voi thành một quả bom khổng lồ. Mặc dù phần lớn động vật khi phân hủy đều tạo khí tuy nhiên phần cơ thể ngoài vẫn có thể chịu được áp lực chứ không phát nổ như cá voi. Vụ nổ cá voi tại đảo Faroe (một nhóm đảo nằm trong vùng biển Na Uy, phía Bắc Đại Tây Dương, ở giữa Iceland, Na Uy và Scotland) được nhiều người biết đến. Một nhà khoa học khi đang rạch thi thể một con cá voi thì bất ngờ phần bụng cá nổ lớn, toàn bộ nội tạng rơi ra ngoài khiến nhà khoa học hoảng sợ.